# Kanton La Bâtie-Neuve
Kanton La Bâtie-Neuve (fr. Canton de La Bâtie-Neuve) je francouzský kanton v departementu Hautes-Alpes v regionu Provence-Alpes-Côte d'Azur. Tvoří ho osm obcí.

## Obce kantonu
- Avançon
- La Bâtie-Neuve
- La Bâtie-Vieille
- Montgardin
- Rambaud
- La Rochette
- Saint-Étienne-le-Laus
- Valserres